# Delitschia microspora
Delitschia microspora är en svampart som beskrevs av Oudem. 1882. Delitschia microspora ingår i släktet Delitschia och familjen Delitschiaceae.   Inga underarter finns listade i Catalogue of Life.